# Esmaël Gonçalves
Esmaël Gonçalves (Bissau, 1991. június 25. –) bissau-guineai válogatott labdarúgó.

## Nemzeti válogatott
2018-ban debütált a bissau-guineai válogatottban.

## Statisztika
| Bissau-guineai válogatott | Bissau-guineai válogatott | Bissau-guineai válogatott |
| Időszak                   | Mérk.                     | gól                       |
| ------------------------- | ------------------------- | ------------------------- |
| 2018                      | 1                         | 0                         |
| Összesen                  | 1                         | 0                         |